# Iranische Botschaft in Berlin

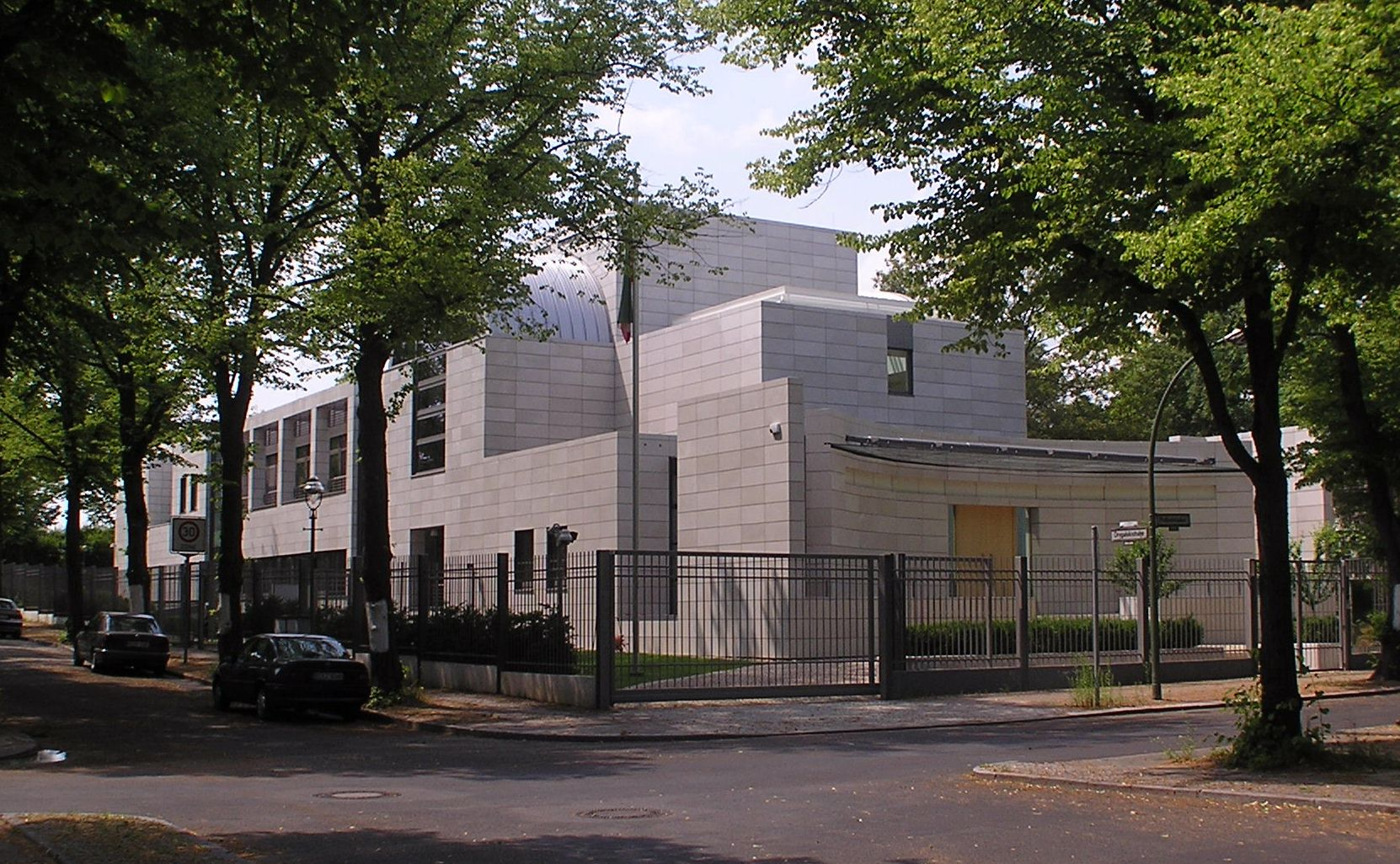
Botschaftsgebäude in Berlin-Dahlem, 2006

Die iranische Botschaft in Berlin ist die offizielle diplomatische Vertretung der Islamischen Republik Iran in Deutschland. Die Botschaft befindet sich in der Podbielskiallee im Ortsteil Dahlem des Bezirks Steglitz-Zehlendorf. Die diplomatischen Verbindungen zwischen Iran und Deutschland reichen bis in die Kaiserzeit des Deutschen Reiches zurück.

## Geschichte der gegenseitigen diplomatischen Vertretungen
Die Botschafter von Iran, das im 19. Jahrhundert noch als Persien bezeichnet worden war, hatten anfangs ihren Sitz in ihrem Wohnhaus in Alt-Berlin. Im Jahr 1900 findet sich im Berliner Adressbuch beispielsweise der Name des Konsuls Mirza Reza Khan von Arschack mit weiteren Mitarbeitern in der Moltkestraße 1.
In den 1920er Jahren wurde in der Berliner Tiergartenstraße 33 auf dem ehemaligen Gelände einer Gärtnerei ein gesondertes Botschaftsgebäude errichtet. In diesem Villenviertel, fußläufig zum Auswärtigen Amt, gab es zahlreiche weitere ausländische Vertretungen.
Während der beiden Weltkriege, von 1917 bis 1922 (Erster Weltkrieg und Besetzung Irans durch Großbritannien und Russland) sowie von 1941 bis 1953 (Zweiter Weltkrieg nach der anglo-sowjetischen Invasion Irans) waren die Beziehungen unterbrochen.
Im Jahr 1924 befand sich in der Seydelstraße 25/26 ein persisches Generalkonsulat, dem der Diplomat Georg Baschwitz vorstand.
Zwischen 1949 und 1990 befand sich der Sitz der iranischen Botschaft in der Bundesrepublik Deutschland in Bonn.
In der DDR unterhielt Iran seit 1972 eine Botschaft in Ost-Berlin in der Stavanger Straße 23 im damaligen Bezirk Prenzlauer Berg. Es handelte sich um einen Botschaftsbau nach Entwürfen des Architekten Eckart Schmidt. Die diplomatischen Beziehungen fanden ihr Ende mit der deutschen Wiedervereinigung im Jahr 1990.
In Frankfurt am Main, München und Hamburg unterhielt Iran Generalkonsulate. Nach der Hinrichtung des iranisch-deutschen Dissidenten Jamshid Sharmahd in Iran verfügte die deutsche Bundesregierung am 31. Oktober 2024 die Schließung der Generalkonsulate.
Die frühere Berliner Immobilie im Tiergarten befindet sich seit Ende des 20. Jahrhunderts im Besitz von Saudi-Arabien, das hier sein Botschaftsgebäude errichten ließ.

## Gebäude

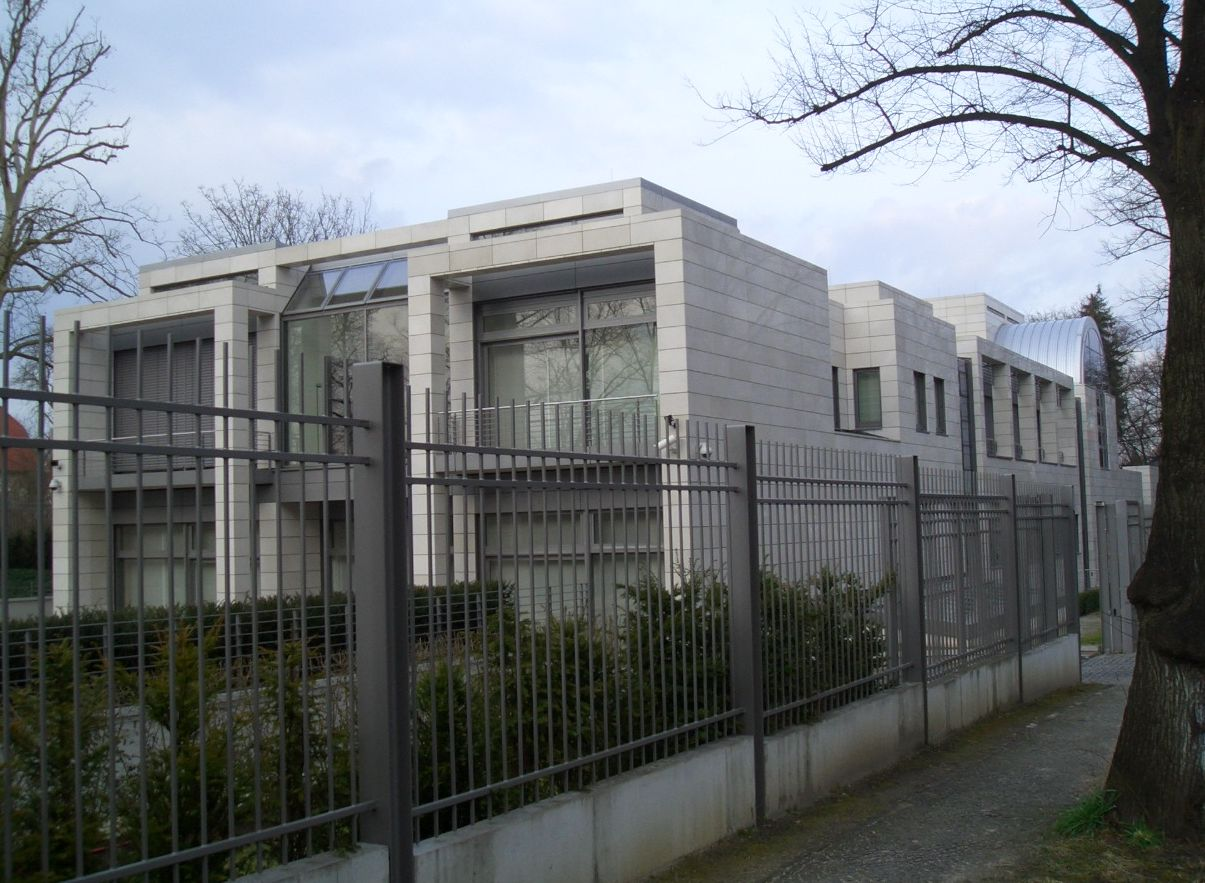
Rückseite des Botschaftsgebäudes, 2008

Die erste Kaiserlich-Iranische Gesandtschaft in Deutschland hatte ihren Sitz im Zentrum Berlins.
Das Botschaftsgebäude in Dahlem ist ein Neubau mit orientalischen Anklängen nach Plänen der Architekten Darab Diba und Jahanguir Safavardi. Die Architekten bezweckten, die iranische Architekturkunst an die modernen bautechnischen Errungenschaften anzupassen, ohne ein historisches Bauwerk nachzuahmen. Das symmetrisch aufgebaute Gebäude wird über eine quadratische Eingangshalle mit einem kleinen Brunnen betreten. Die Wände sind mit hellem, polierten iranischen Kalkstein gestaltet, die Türen bestehen aus hellem Ahornholz. Hinter der Eingangshalle verläuft ein langer Flur, der durch große Oberlichter Tageslicht erhält. In der Mitte des Flures führt eine Freitreppe hinauf in den Arbeitsbereich des Botschafters. Am Ende des Flures befindet sich der große Festsaal, der mit mehreren Gemälden geschmückt ist. Erwähnenswert sind hier zwei Gemälde des iranischen Künstlers Ehsaei: verschlungene Koran-Zitate in Orange auf schwarzem Grund.
Die Eröffnung des Gebäudes fand am 16. Februar 2005 unter Anwesenheit des deutschen Außenministers Joschka Fischer und des iranischen Außenministers Kamal Charrazi statt.
Die Kulturabteilung der iranischen Botschaft in Berlin befindet sich im Villenviertel Lichterfelde West in einer toskanischen Villa in der Drakestraße.

## Gesandte bzw. Botschafter
Außerordentlicher und bevollmächtigter Botschafter der Islamischen Republik Iran und somit Hausherr im Botschaftsgebäude wurde am 16. August 2019 Mahmoud Farazandeh.
Vor der Botschaft fanden in der Vergangenheit Demonstrationen gegen Menschenrechtsverletzungen in Iran statt.